# Dextellia dorsilineella
Dextellia dorsilineella är en fjärilsart som först beskrevs av Hans Georg Amsel 1935.  Dextellia dorsilineella ingår i släktet Dextellia och familjen styltmalar.
Artens utbredningsområde är:
- Grekland.
- Italien.
- Marocko.
- Israel.
- Malta.
- Spanien.
- Turkmenistan.
- Tunisien.

Inga underarter finns listade i Catalogue of Life.